# Slottsfogdebostaden

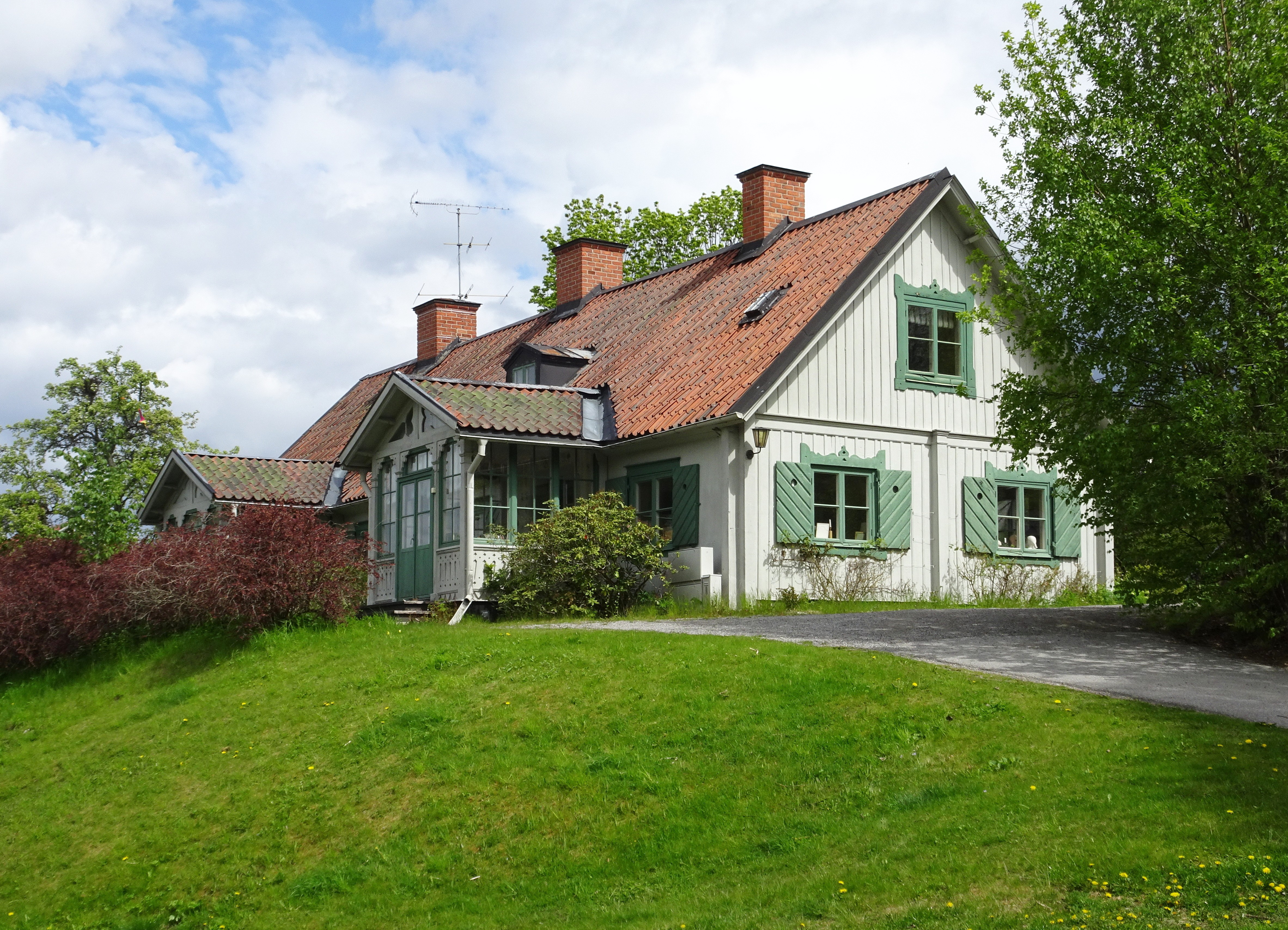
Slottsfogdebostaden i maj 2020.

Slottsfogdebostaden kallas en kulturhistoriskt värdefull byggnad vid Slottsallén 10A och B på Ulriksdals slottsområde i Solna kommun. Huset ligger på slottsfastigheten Ulriksdal 2:3 som är ett statligt byggnadsminne sedan år 1935.

## Historik

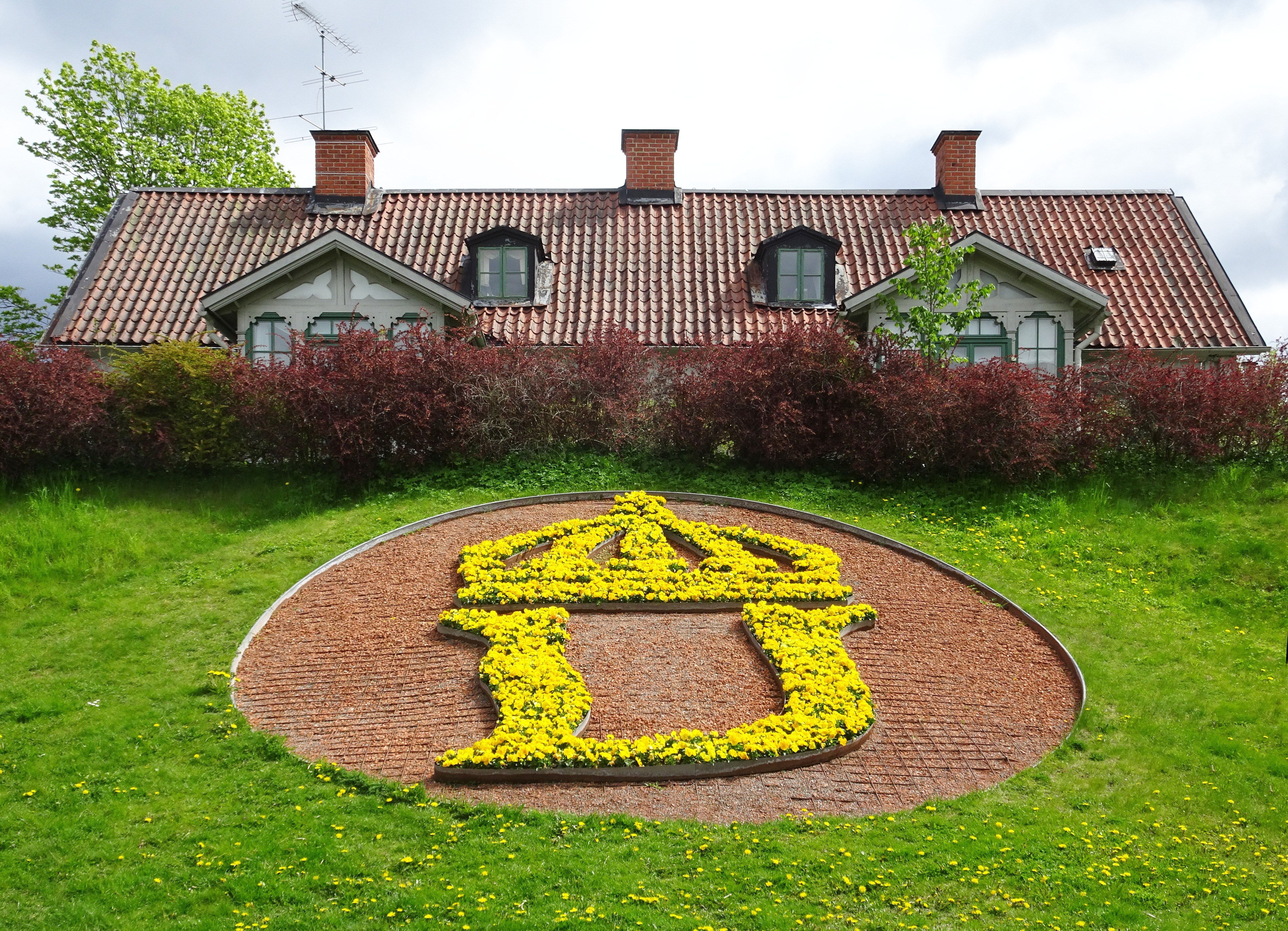
Ett krönt "U" nedanför Slottsfogdebostaden står för Prins Ulrik.

Den före detta bostaden för slottsfogden på Ulriksdal ligger på en mindre kulle med utsikt över Slottsallén och infarten till slottet. Huset uppfördes på 1700-talet, men åtminstone delar kan härröra från 1670 då det redovisas på olika kartor. Sitt nuvarande utseende fick huset på 1860-talet under Karl XV:s tid på Ulriksdal.
Byggnaden är ett panelat timmerhus om 1½ våningar med inredd vind under ett tegeltäckt sadeltak. Mot norr märks två identiska glasverandor med lövsågerier, den östra är av senare datum. På slänten framför huset anläggs varje år en plantering med gula blommor visande ett stort krönt U som står för Karl XI:s son Prins Ulrik vilken avled i späd ålder 1685 och namngav Ulriksdal. Tidigare hade slottet hetat Jakobsdal efter sin byggherre Jakob De la Gardie. 
Slottsfogdebostaden fungerar idag som privatbostad åt två familjer. Någon slottsfogde bor inte längre på denna adress. Närmaste granne i öster är Kavaljersbyggnaden.